# Battaglia di Omdurman
La battaglia di Omdurman fu una battaglia combattuta in Sudan il 2 settembre 1898, durante la guerra mahdista, in cui l'esercito comandato dal generale britannico Sir Hebert Kitchener sconfisse l'esercito di Abdullah Al-Taashi, l'erede dell'autoproclamato Mahdi, Muhammad Ahmad. Kitchener voleva vendicarsi per la morte del generale Charles Gordon nel 1885.
Fu una dimostrazione della superiorità militare di un esercito altamente addestrato, equipaggiato con fucili moderni, mitragliatrici e artiglieria rispetto a una forza più che doppia. Ciò determinò il successo degli sforzi britannici per la riconquista del Sudan. Tuttavia, la sconfitta finale delle truppe del Mahdi avvenne solo nel 1899, con la battaglia di Umm Diwaykarat.
Omdurman oggi è una periferia di Khartoum nel Sudan centrale, con una popolazione di circa 1,5 milioni di abitanti. Il villaggio di Omdurman fu scelto nel 1884 come base operativa dal Mahdi. Dopo la sua morte nel 1885, successivamente al riuscito assedio di Khartoum, il suo successore (Khalifa) Abdullah la elesse a propria capitale.
Dal 1881 il Sudan fu governato dai Dervisci, musulmani che riconoscevano il Mahdi come loro capo spirituale e vero successore di Maometto. Essi inflissero gravi sconfitte a inglesi ed egiziani, loro alleati, ma nel 1896 il governo britannico avviò la riconquista del paese. Un corpo di spedizione anglo-egiziano comandato da Lord Kitchener avanzò per terra e lungo il Nilo verso Omdurman, la capitale dei Mahdisti (oggi sobborgo di Khartum). In settembre il corpo di spedizione - formato da truppe appiedate, da due ali di cavalleria e cammellati e a monte e a valle del Nilo, e da due flottiglie di cannoniere a vapore - si schierò sulla riva opposta del Nilo, rispetto a Khartoum.

## Svolgimento della battaglia
La battaglia ebbe luogo a Kerreri, 11 chilometri a nord di Omdurman. Kitchener comandava un esercito di 8000 soldati regolari britannici e un esercito misto, composto da 17 000 truppe egiziane e del Sudan. Posizionò il suo esercito in una formazione ad arco intorno al villaggio di Egeiga, vicino alla riva del Nilo, dove dodici cannoniere aspettavano come supporto, affacciate su vaste pianure sulla destra e sulla sinistra. I reparti di cavalleria britannica e egiziana erano schierati su entrambi i fianchi.

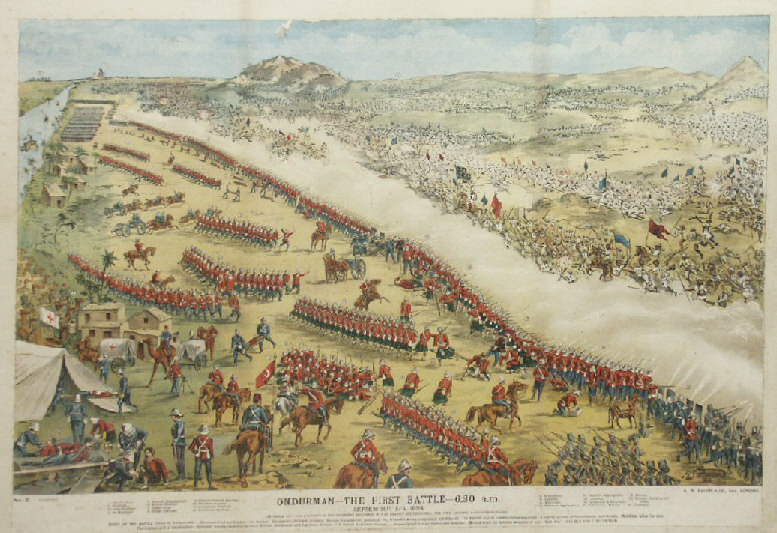
Gli schieramenti all'inizio della battaglia.

I seguaci di Abdullah, che tra loro si chiamavano Ansar, e che i britannici conoscevano come Dervisci, erano circa 50 000, includendo circa 3 000 uomini a cavallo. Erano divisi in cinque gruppi. Un esercito di 8 000 uomini sotto il comando di Osman Azrak era posizionato direttamente di fronte ai britannici, lungo un largo arco di 1,6 chilometri su una cresta che portava fino alla pianura: inizialmente gli altri eserciti Mahdisti erano nascosti all'esercito britannico. Abdullah Al-Taashi e 17 000 uomini erano nascosti dietro le colline di Surgham, a nord e dietro l'esercito di Osman Azrak, con altri 20 000 uomini posizionati a nord-ovest, vicino al fronte dietro le Colline di Kerreri, comandati da Ali-Wad-Helu e Sheikh Ed-Din. Un ultimo esercito di 8 000 uomini era raccolto sul declivio della collina a destra dell'esercito di Azrak.
La battaglia iniziò il mattino presto, intorno alle 6. Dopo le schermaglie del giorno precedente, gli 8 000 uomini sotto il comando di Osman Azrak avanzarono dritti verso i britannici che li aspettavano, seguiti da circa 8 000 uomini fra quelli in attesa a nord-ovest, un esercito armato di lance e fucili. Le 52 mitragliatrici a fuoco rapido degli inglesi aprirono il fuoco quando i nemici si trovavano a poco meno di 300 metri di distanza, causando pesanti perdite all'esercito Mahdista, prima ancora che arrivassero entro la portata dei fucili dei soldati. L'attacco frontale finì velocemente, con 4 000 morti Mahdisti; nessuno degli attaccanti si avvicinò a meno di 50 metri dalle trincee britanniche. Un tentativo di aggiramento sulla destra degli Ansar fu controllato, i combattimenti sanguinosi sul fianco opposto dispersero l'esercito Mahdista che era lì.

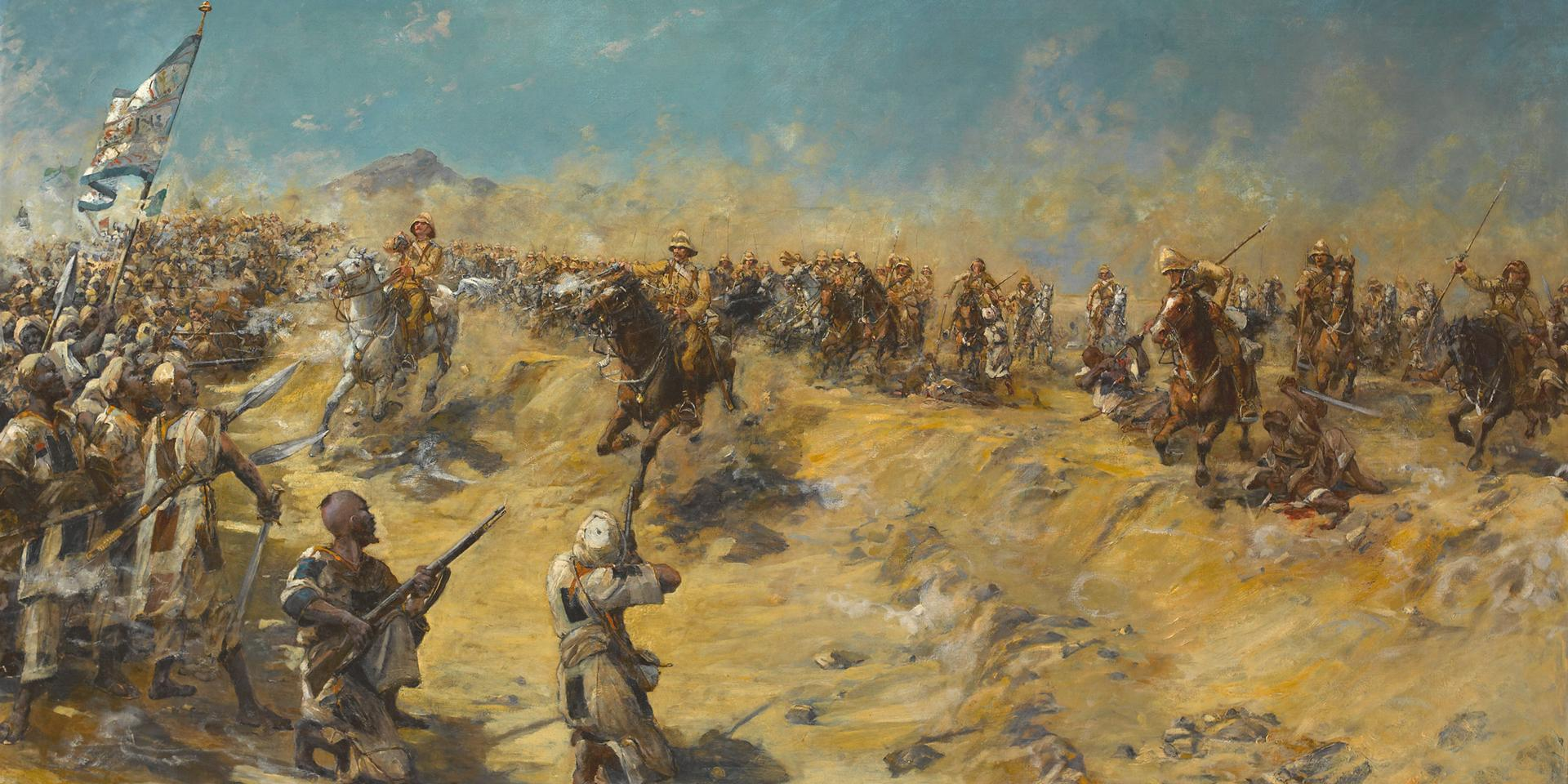
La carica dei 21° Lanceri

Kitchener era ansioso di occupare Omdurman prima che le forze Mahdiste potessero ritirarvisi. Kitchener fece avanzare il suo esercito nella città, organizzandolo in colonne separate per l'attacco. Il reggimento di cavalleria leggera britannico, il 21° Lanceri, fu mandato avanti per ripulire la pianura di Omdurman. Non ebbero vita facile: il reggimento, forte di 400 uomini, attaccò ciò che pensava essere solo qualche centinaio di musulmani, ma li aspettava invece un reparto di fanteria di 2 500 uomini nascosto dietro di loro in una depressione.
Dopo un feroce scontro, i Lanceri li respinsero (ottenendo così tre Victoria Cross per aver aiutato a soccorrere i compagni feriti). Uno dei partecipanti a questo scontro era il tenente Winston Churchill. Tuttavia l'avanzata britannica permise al Califfo di riorganizzare le sue forze. Aveva ancora 30 000 uomini sul campo di battaglia e diresse la sua riserva principale per attaccare dal lato ovest mentre ordinava alle truppe posizionate a nord-ovest ad attaccare contemporaneamente sulle Colline di Kerreri.
Le forze di Kitchener fecero una conversione a sinistra per scaglioni per raggiungere la cima del Surgham e per dirigersi poi verso sud. Per proteggere la retroguardia, una brigata di 3 000 uomini, principalmente Sudanesi, comandata dal generale Hector MacDonald, rinforzata con mitragliatrici Maxim e artiglieria, raggiunse l'esercito principale a poco più di 1 000 metri. Curiosamente, le risorse e i feriti attorno a Egeiga furono lasciati quasi indifesi.
MacDonald fu avvertito della presenza di truppe nemiche (circa 15 000 uomini) in movimento verso di lui da ovest, dietro il Surgham. Egli schierò nella nuova direzione le sue forze e le preparò alla carica nemica. La fanteria Mahdista attaccò con una formazione a mezzaluna, la Brigata Egizia di Lewis riuscì a gestirne una, ma MacDonald fu obbligato a rischierare i propri battaglioni. La brigata sviluppò un fuoco estremamente intenso. Kitchener, ora consapevole del problema, "cominciò a lanciare all'attaccò le sue brigate come se fossero compagnie". La brigata di MacDonald ricevette presto rinforzi sui fianchi e altre mitragliatrici Maxim; le forze Mahdiste vennero così respinte. Alla fine ruppero le linee, fuggirono o morirono dov'erano. Le forze Mahdiste a nord si raggrupparono troppo tardi ed entrarono in azione solo dopo che le forze nella valle centrale si furono ritirate nel caos. Pressarono pesantemente le brigate Sudanesi di MacDonald, ma la brigata di Wauchope, con il Reggimento Lincolnshire, fu raggruppata velocemente e, con intense raffiche, respinsero l'avanzata nemica. Un'ultima disperata carica della cavalleria, formata da circa 500 cavalieri, venne completamente annientata. La marcia su Omdurman fu ripresa alle ore 11:30 circa.

## Conseguenze
Circa 12 000 Mahdisti furono uccisi, 13 000 feriti e 5 000 furono presi prigionieri. Le forze di Kitchener persero 47 uomini e 382 furono feriti. La maggior parte di queste perdite si ebbero nelle forze di MacDonald. Un testimone oculare ha descritto la terribile scena:
Non potevano avvicinarsi e si rifiutavano di arretrare. ... Non era una battaglia, ma un'esecuzione. ... I corpi non erano ammucchiati ... anzi, non erano neanche corpi; ma si spargevano per acri e acri di terreno. Alcuni erano stesi compostamente con i propri pantaloni sotto la testa come per un ultimo pisolino; alcuni in ginocchio, interrotti nel mezzo di un'ultima preghiera. Altri erano fatti in pezzi ...
Questa fu la prima circostanza in cui il proiettile a espansione Mark IV, prodotto presso l'arsenale di Dum Dum, fu usato in una grande battaglia. Era un proiettile che si espandeva e le unità che lo utilizzavano lo consideravano di grande efficacia.
La polemica sui Mahdisti feriti uccisi dopo la battaglia cominciò subito dopo lo scontro. Il dibattito si scatenò da un articolo molto critico pubblicato da Ernest Bennett (presente alla battaglia come giornalista) sulla Contemporary Review. Il pezzo provocò una feroce risposta a difesa di Kitchener da parte di Bennet Burleigh (un altro giornalista presente alla battaglia). Winston Churchill, in privato, si dichiarò d'accordo con Bennett che Kitchener fosse stato troppo brutale nell'uccidere i feriti. Questa opinione si riflesse nel suo resoconto della battaglia quando fu pubblicato per la prima volta nel 1899. Tuttavia, consapevole dell'effetto che una pubblica opinione patriottica potesse avere sulla sua carriera politica, Churchill edulcorò significativamente la sua posizione su Kitchener nella sua seconda edizione del libro nel 1902.
Il Califfo scappò e sopravvisse fino al 1899, quando fu ucciso nella battaglia di Umm Diwaykarat.
Qualche giorno dopo la battaglia, Kitchener fu inviato a Fascioda, a causa degli sviluppi dell'episodio di Fascioda.
A Kitchener fu assegnato il titolo di barone Kitchener di Khartoum, per la sua vittoria. Furono conferite quattro Victoria Cross, tre a dei membri dei 21° Lanceri, come risultato di questa azione: il secondo tenente Raymond H.L.J. De Montmorency, il capitano Paul A. Kenn e il soldato semplice Thomas Byrne e una al capitano Nevill Smyth del 2° Guardie Dragoni.
Winston Churchill era presente alla battaglia combattendo nelle file del 21° Lanceri. Pubblicò il suo resoconto della battaglia nel 1899 con il titolo di The River War: An Account of the Reconquest of the Sudan. Come corrispondente di guerra per il Times era presente il colonnello Frank Rhodes, fratello di Cecil, che fu ferito gravemente al braccio destro. Per i suoi servizi durante la battaglia fu ripristinato nell'elenco attivo dell'esercito.
La battaglia di Omdurman ha anche dato il nome a molte strade nelle città britanniche e del Commonwealth, ad esempio "Omdurman Road" a Southampton e "Omdurman Street" a Freshwater, Sydney, Australia.

## Libri e film con riferimenti a Omdurman
L'adattamento filmografico del 1939 del romanzo The Four Feathers è ambientato nello stesso periodo di questa battaglia, e copre altri aspetti della Campagna del Sudan.
Il romanzo del 2008 After Omdurman di John Ferry è parzialmente ambientato durante la riconquista del Sudan del 1898, con il protagonista del romanzo, Evelyn Winters, che gioca un ruolo secondario nella battaglia di Omdurman.
Nella sitcom britannica "Dad's Army", il personaggio del Caporale Jones spesso fa riferimento ai giorni in cui ha servito sotto il generale Kitchener nella battaglia di Omdurman. Nell'episodio "The Two and a Half Feathers" c'è un esteso flashback dei giorni immediatamente precedenti alla battaglia, narrati da Jones.
Il film del 1972 Gli anni dell'avventura include una descrizione dell'artiglieria anglo-egiziana all'inizio della battaglia così come una ricostruzione della carica del 21° Lanceri.
Il romanzo del 2009 The Devil's Paintbrush di Jake Arnott comprende un flashback della vita di Hector MacDonald, includendo la battaglia e la costruzione da parte di Kitchener di una ferrovia attraverso il Sudan.
Il romanzo del 2005 The Triumph of the Sun di Wilbour Smith dipinge l'assedio di Khartoum e la battaglia di Omdurman con un mix fra personaggi storici e fittizi.
Il romanzo With Kitchner in the Soudan di G.A Henty racconta la storia della spedizione militare Britannica e la distruzione dei seguaci del Mahdi durante la Guerra Mahdista (1881-1899). Fu pubblicato per la prima volta nel 1903.

## Nell'arte
L'argomento della battaglia fece la sua apparizione in diversi dipinti ad olio esposti in Gran Bretagna all'epoca. In particolare, la carica del 21° Lanceri ha suscitato particolare interesse e diversi artisti hanno ritratto la scena, tra cui Stanley Berkeley, Robert Alexander Hillingford, Richard Caton Woodville, William Barnes Wollen, Gilbert S. Wright, Edward Mathew Hale, il Capitano Adrian Jones, il Maggiore John C. Mathews e Allan Stewart. La stampa pittorica coprì ampiamente la campagna e impiegò diversi artisti per registrare gli eventi.